# Velleman (opkoper)

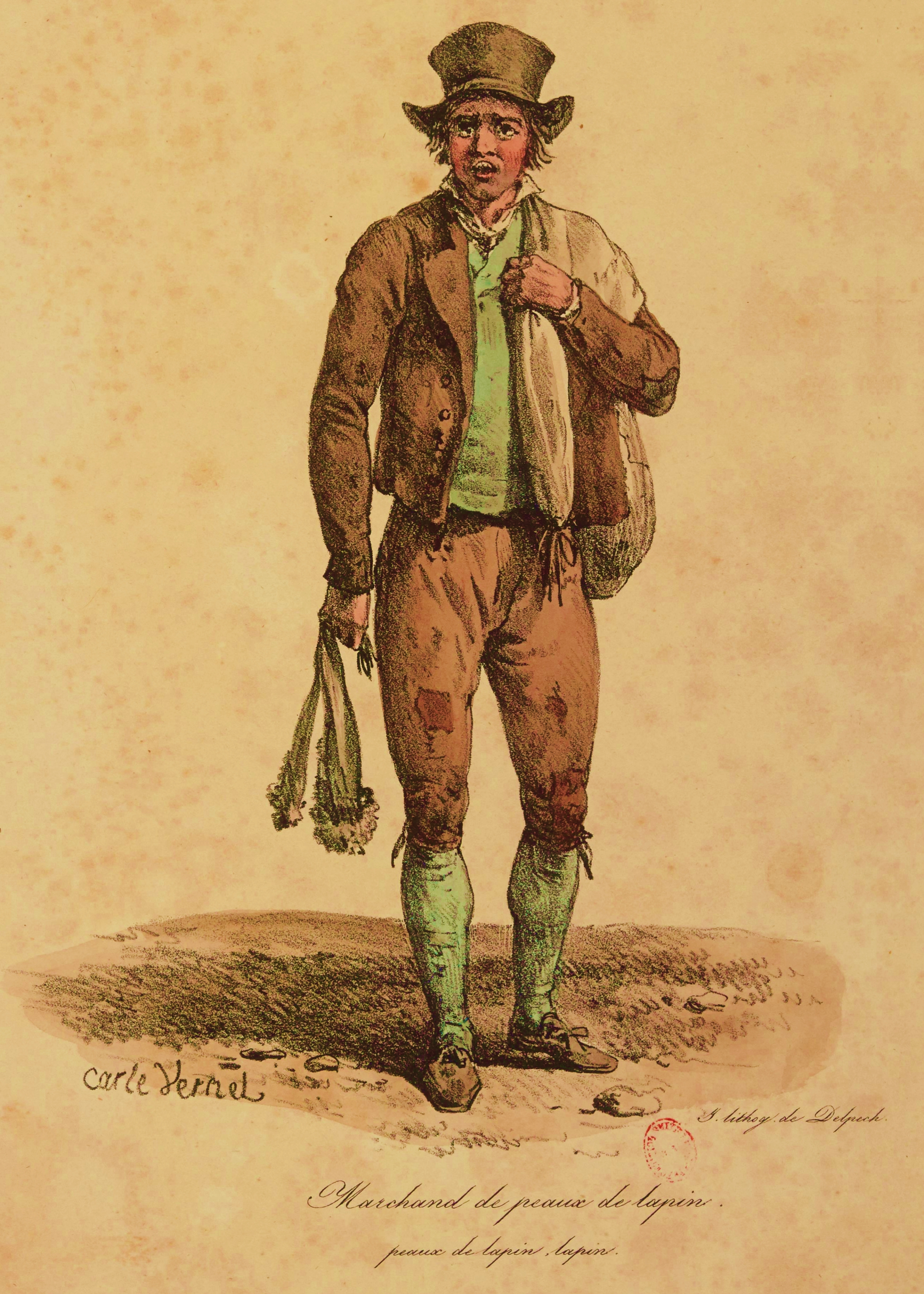
Crieur des Lapins

Een velleman was iemand die langs de huizen trok om konijnen-, hazen- en kattenvellen te kopen.

## Bijverdienste
Tegen de kerstdagen werd in veel huisgezinnen een of meerdere konijnen geslacht en in de maanden november en december werd veel op hazen gejaagd.
Vooral in crisistijden en gedurende de Tweede Wereldoorlog werden ook in de grote steden konijnen voor de consumptie gehouden, deze werden rond de kersttijd geslacht.
Met een langgerekte enigszins melancholisch klinkend roep velluh, konijnevelluh benadrukt door het geklingel van een bel maakte de opkoper, specifiek na de kerstdagen, zijn ronde door de straten. De vellen werden doorverkocht aan de huidenhandel of na preparatie langs de huizen uitgevent.
Tot in de tachtiger jaren van de 20e eeuw stonden er in regionale dag- en weekbladen advertenties waarin konijnenvellen te koop werden gevraagd. Bekende artikelen waren vooral mutsen, handschoenen, (fiets)moffen, verder manchetten, kragen en kleine details en voering van winterkleding. In 1981 adverteerde een groot warenhuis nog met gehele kledingstukken van konijnenbont.
De handel in honden- en kattenvellen afkomstig uit het buitenland is in Nederland in 1961 verboden, over handel in vellen afkomstig uit Nederland is niets geregeld.
In allerlei kinderverhalen speelt de velleman de rol van schurk die katten stiekem vangt om ze te slachten en te villen.
De namen Velleman (194), Vellema (558) Felleman (10) kwamen in 2007 door geheel Nederland nog steeds voor.
In Frankrijk werd de velleman om zijn kenmerkende roep de Crieur des peaux de lapins (omroeper van konijnenvellen).
De konijnenvellen brachten in Nederland in de loop der tijden verschillende prijzen op, bijv. 10 cent in 1896, 2 gulden in 1946 en 15 cent in 1986.

## Afbeeldingen

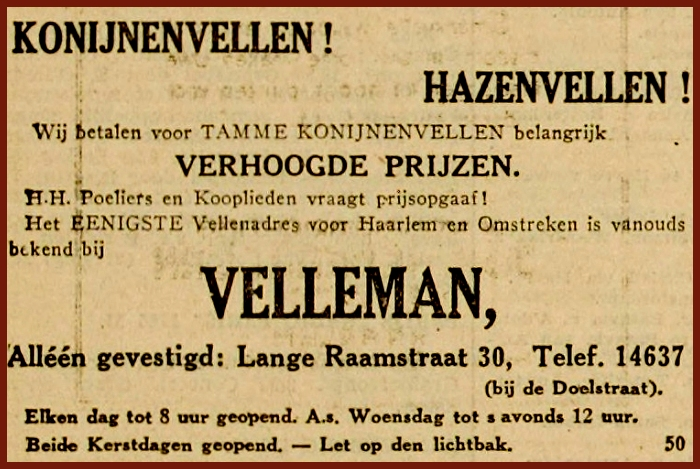
Konijnenvellen te koop gevraagd, 1930
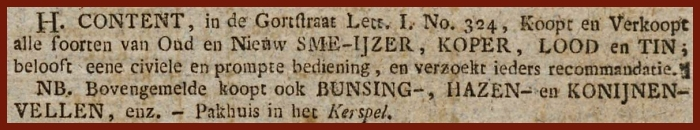
Konijnenvellen te koop gevraagd, 1818
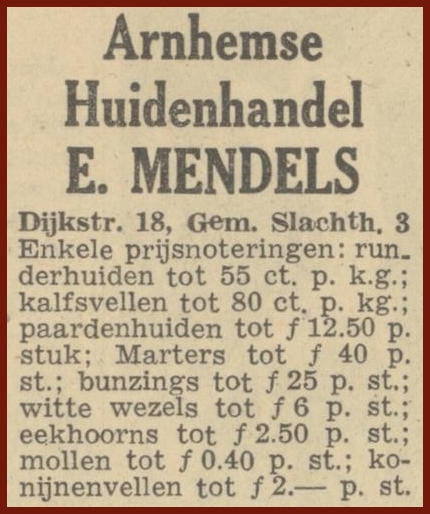
Konijnenvellen te koop gevraagd, 1946
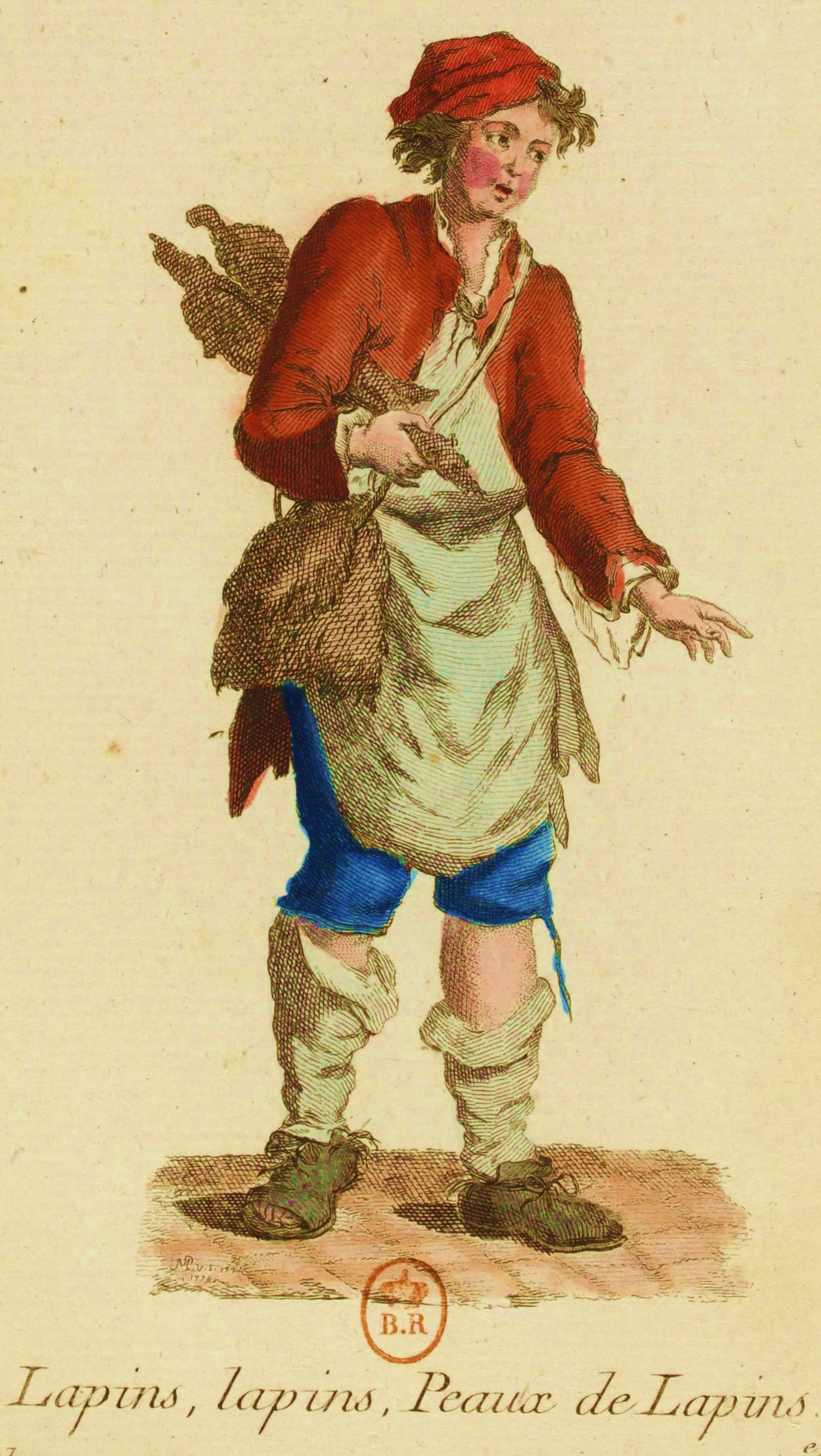
Crieur des Lapins
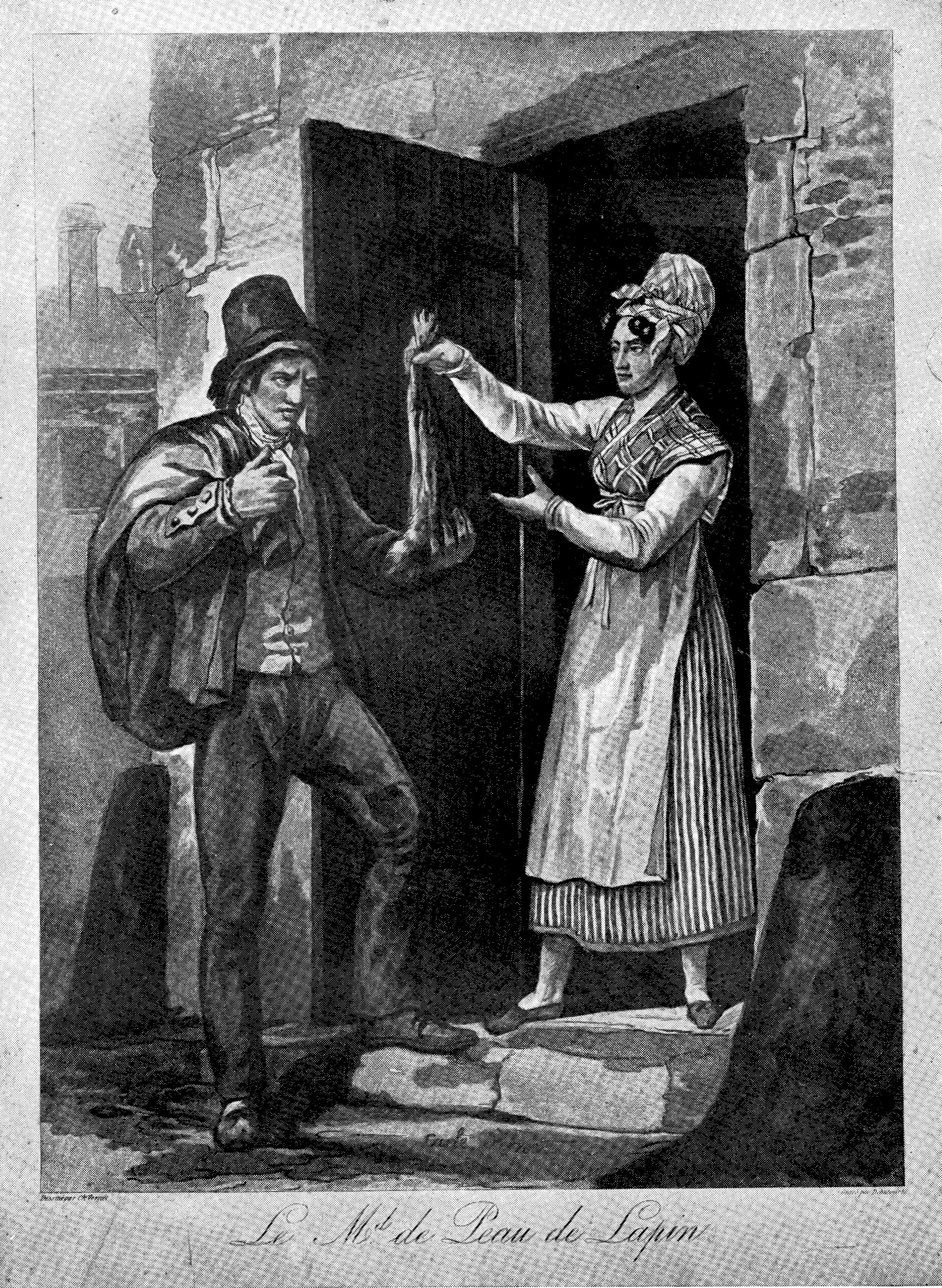
Peau de Lapin
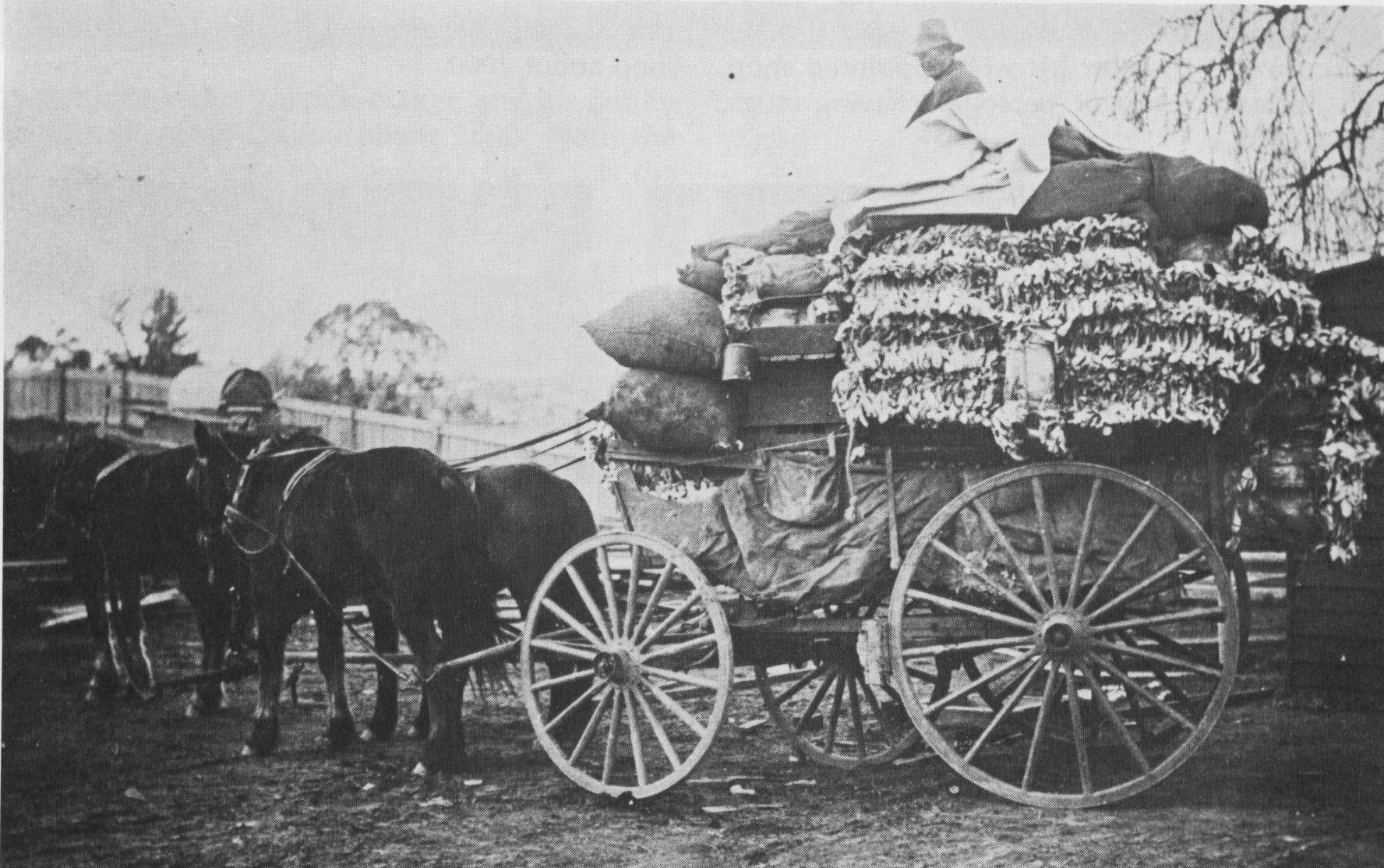
Handelaar in konijnenvellen
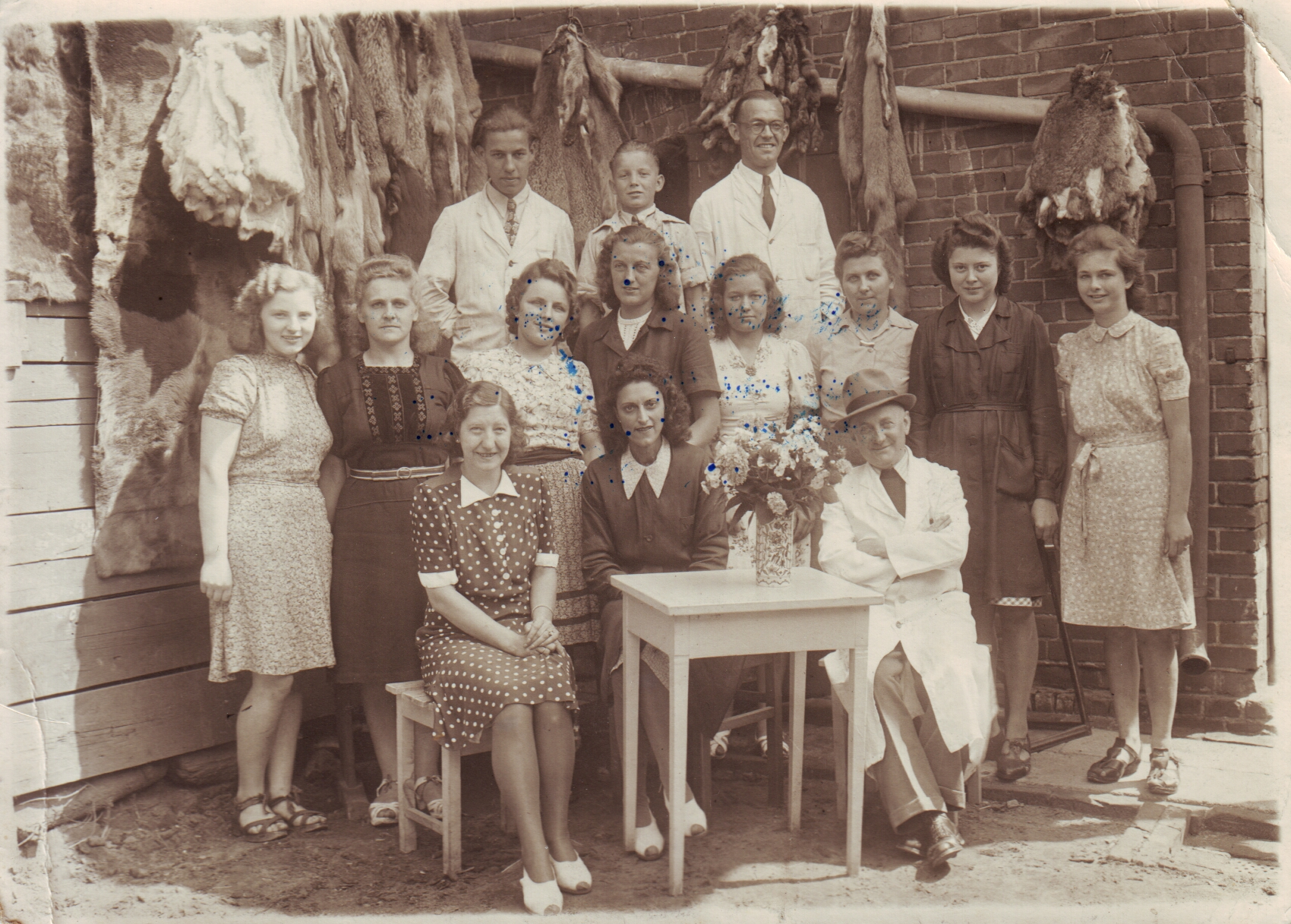
Handelaarsfamilie, ca. 1935

## Wetenswaardigheden
- Dat de handel in konijnenvellen lucratief kan zijn blijkt uit een bericht uit 1850 waarin verslag wordt gedaan van het overlijden van een vrouw die in Parijs vodden en konijnenvellen opkocht, zij liet de kapitaal na van 150.000 gulden.[4]